# Прета (Пјаченца)
Прета је насеље у Италији у округу Пјаченца, региону Емилија-Ромања.
Према процени из 2011. у насељу је живело 147 становника. Насеље се налази на надморској висини од 143 м.